# Robert Young (attore)
Robert George Young (Chicago, 22 febbraio 1907 – Westlake Village, 21 luglio 1998) è stato un attore statunitense.

## Biografia
Nato a Chicago dall'immigrato irlandese Thomas E. Young e da Margaret Fife, Robert Young si trasferì con la famiglia prima a Seattle e, in seguito, a Los Angeles, dove frequentò la Abraham Lincoln High School. Dopo la laurea, iniziò a calcare le scene con la Pasadena Playhouse, ottenendo le prime particine in film muti. Durante una tournée con il dramma The Ship, Young venne scoperto da un talent scout della MGM che gli fece ottenere un contratto a Hollywood e lo fece esordire ne Il cammello nero (1931), una delle pellicole della popolare serie incentrata sul detective Charlie Chan.
Durante gli anni trenta, Young lavorò per la MGM in numerose pellicole brillanti e sentimentali, accanto alle più famose dive dell'epoca, da Norma Shearer a Joan Crawford, da Helen Hayes a Luise Rainer, alla piccola Shirley Temple, a Katharine Hepburn nel film Argento vivo (1934), guadagnandosi una solida reputazione professionale con ruoli di giovanotto affabile e simpatico. Costretto dal contratto con la MGM a girare un film dopo l'altro, Young ebbe scarse possibilità di variare il proprio cliché, se non in rare occasioni quali nel film Amore e mistero (1936), diretto da Alfred Hitchcock, pellicola di spionaggio per la quale venne "prestato" alla Gaumont-British.
Young iniziò a ottenere ruoli più interessanti con Tre camerati (1938), adattamento dell'omonimo romanzo di Erich Maria Remarque e cointerpretato dall'attrice Margaret Sullavan, con la quale Young lavorò nuovamente due anni più tardi in Bufera mortale (1940), una delle prime pellicole hollywoodiane di propaganda antinazista. Sempre all'inizio degli anni quaranta, Young riuscì a spaziare anche in generi più avventurosi, come in Passaggio a Nord-Ovest (1940) di King Vidor, dove recitò accanto a Spencer Tracy, e nel western Fred il ribelle (1941), diretto da Fritz Lang. Nello stesso anno recitò nella commedia Il molto onorevole Mr. Pulham (1941) accanto a Hedy Lamarr, in cui fornì una delle sue migliori interpretazioni.
(King Vidor)
Scaduto il contratto con la MGM, Young lavorò per altre case di produzione in drammi sentimentali e commedie, dando un'ottima prova nel noir Odio implacabile (1947), un dramma sull'antisemitismo, diretto da Edward Dmytryk e cointerpretato da Robert Mitchum e Robert Ryan. All'inizio degli anni cinquanta la sua carriera cinematografica si avviò al declino e, dopo alcuni altri film, Young decise di abbandonare il grande schermo e di passare alla televisione.
Dal 1954 al 1960 fu protagonista della serie televisiva Papà ha ragione, accanto a Jane Wyatt, riprendendo il ruolo del pacato padre di famiglia Jim Anderson, già interpretato nella versione radiofonica andata in onda dal 1949 al 1954. La sua popolarità televisiva è però legata al medical drama Marcus Welby, prodotto per la ABC dal 1969 al 1976 e andato in onda anche in Italia negli anni settanta. Il ruolo dell'anziano ed esperto medico californiano Marcus Welby, coadiuvato dal giovane collega Steven Kiley (James Brolin), valse a Young un Emmy Award nel 1970 e un Golden Globe nel 1972.

### Vita privata
Dal matrimonio con Betty Henderson, celebrato nel 1933, Young ebbe due figlie. L'unione durò fino alla morte di lei, avvenuta nel 1994. Per diversi anni Young soffrì di alcolismo ed ebbe episodi di depressione, che lo condussero a un tentativo di suicidio nel 1991 e che egli rese noti per sensibilizzare l'opinione pubblica sui problemi legati alla salute mentale. Morì all'età di 91 anni per una crisi respiratoria. È sepolto al Forest Lawn Memorial Park Cemetery di Los Angeles.

## Filmografia

### Cinema

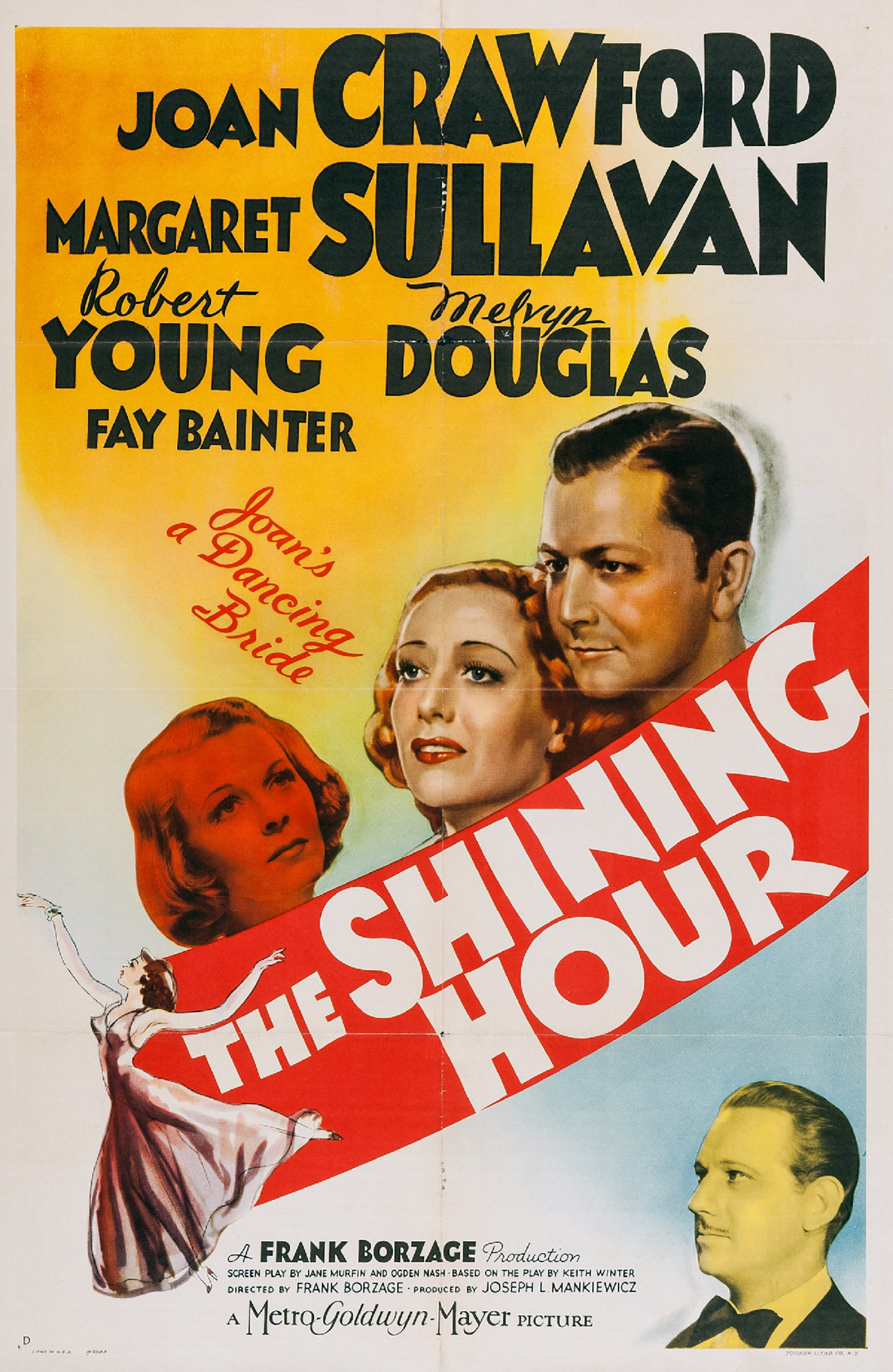
La locandina di Ossessione del passato (1938)

- The Campus Vamp, regia di Harry Edwards (1928) (non accreditato)
- Il cammello nero (The Black Camel), regia di Hamilton MacFadden (1931)
- Il fallo di Madelon Claudet (The Sin of Madelon Claudet), regia di Edgar Selwyn (1931)
- The Guilty Generation, regia di Rowland V. Lee (1931)
- I demoni dell'aria (Hell Divers), regia di George Hill (1931) (non accreditato)
- The Wet Parade, regia di Victor Fleming (1932)
- New Morals for Old, regia di Charles Brabin (1932)
- Unashamed, regia di Harry Beaumont (1932)
- Il re dell'arena (The Kid from Spain), regia di Leo McCarey (1932)
- Strano interludio (Strange Interlude), regia di Robert Z. Leonard (1932)
- Men Must Fight, regia di Edgar Selwyn (1933)
- Rivalità eroica (Today We Live), regia di Howard Hawks (1933)
- Cuori in burrasca (Tugboat Annie), regia di Mervyn LeRoy (1933)
- Saturday's Millions, regia di Edward Sedgwick (1933)
- Sogno d'estate (The Right to Romance), regia di Alfred Santell (1933)
- Gli arditi del mare (Hell Below), regia di Jack Conway (1933)
- Joanna (Carolina), regia di Henry King (1934)
- Argento vivo (Spitfire), regia di John Cromwell (1934)
- La casa dei Rothschild (The House of Rothschild), regia di Alfred L. Werker (1934)
- La sirena del fiume (Lazy River), regia di George B. Seitz (1934)
- Paris Interlude, regia di Edwin L. Marin (1934)
- Death on the Diamond, regia di Edward Sedgwick (1934)
- The Band Plays On, regia di Russell Mack (1934)
- Vigliaccheria (Whom the Gods Destroy), regia di Walter Lang (1934)
- Aquile (West Point of the Air), regia di Richard Rosson (1935)
- Signora vagabonda (Vagabond Lady), regia di Sam Taylor (1935)
- Calm Yourself, regia di George B. Seitz (1935)
- Accadde una volta (Red Salute), regia di Sidney Lanfield (1935)
- Una notte d'oblio (Remember Last Night?), regia di James Whale (1935)
- The Bride Comes Home, regia di Wesley Ruggles (1935)
- Ho inventato una donna (It's Love Again), regia di Victor Saville (1936)
- The Three Wise Guys, regia di George B. Seitz (1936)
- Amore e mistero (Secret Agent), regia di Alfred Hitchcock (1936)
- La forza dell'amore (The Bride Walks Out), regia di Leigh Jason (1936)
- Sworn Enemy, regia di Edwin L. Marin (1936)
- The Longest Night, regia di Errol Taggart (1936)
- Cin Cin (Stowaway), regia di William A. Seiter (1936)
- Dangerous Number, regia di Richard Thorpe (1937)
- Incontro a Parigi (I Met Him in Paris), regia di Wesley Ruggles (1937])
- Married Before Breakfast, regia di Edwin L. Marin (1937)
- I candelabri dello zar (The Emperor's Candlesticks), regia di George Fitzmaurice (1937)
- La sposa vestiva di rosa (The Bride Wore Red), regia di Dorothy Arzner (1937)
- La vita a vent'anni (Navy Blue and Gold), regia di Sam Wood (1937)
- Paradiso per tre (Paradise for Three), regia di Edward Buzzell (1938)
- Tre camerati (Three Comrades), regia di Frank Borzage (1938)
- Josette, regia di Allan Dwan (1938)
- Frou Frou (The Toy Wife), regia di Richard Thorpe (1938)
- Rich Man, Poor Girl, regia di Reinhold Schünzel (1938)
- Ossessione del passato (The Shining Hour), regia di Frank Borzage (1938)
- Il sosia innamorato (Honolulu), regia di Edward Buzzell (1938)
- Bridal Suite, regia di Wilhelm Thiele (1939)
- Maisie, regia di Edwin L. Marin (1939)
- Miracles for Sale, regia di Tod Browning (1939)
- Passaggio a Nord-Ovest (Northwest Passage), regia di King Vidor (1940)
- Lo stalliere e la granduchessa (Florian), regia di Edwin L. Marin (1940)
- Bufera mortale (The Mortal Storm), regia di Frank Borzage (1940)
- Trionfo d'amore (Sporting Blood), regia di S. Sylvan Simon (1940)
- La crisi del Dottor Kildare (Dr. Kildare's Crisis), regia di Harold S. Bucquet (1940)
- Fred il ribelle (Western Union), regia di Fritz Lang (1941)
- Il processo di Mary Dugan (The Trial of Mary Dugan), regia di Norman Z. McLeod (1941)
- Lady Be Good, regia di Norman Z. McLeod (1941)
- Married Bachelor, regia di Edward Buzzell (1941)
- Il molto onorevole Mr. Pulham (H.M. Pulham, Esq.), regia di King Vidor (1941)
- Un americano qualunque (Joe Smith, American), regia di Richard Thorpe (1942)
- Avventura al Cairo (Cairo), regia di W. S. Van Dyke (1942)
- Journey for Margaret, regia di W. S. Van Dyke (1942)
- La fortuna è bionda (Slightly Dangerous), regia di Wesley Ruggles (1943)
- Sweet Rosie O'Grady, regia di Irving Cummings (1943)
- Claudia, regia di Edmund Goulding (1943)
- Lo spettro di Canterville (The Canterville Ghost), regia di Jules Dassin (1944)
- Il villino incantato (The Enchanted Cottage), regia di John Cromwell (1945)
- Scintille tra due cuori (Those Endearing Young Charms), regia di Lewis Allen (1945)
- La vita è nostra (Claudia and David), regia di Walter Lang (1946)
- The Searching Wind, regia di William Dieterle (1946)
- La fortuna è femmina (Lady Luck), regia di Edwin L. Marin (1946)
- Nessuno mi crederà (They Won't Believe Me), regia di Irving Pichel (1947)
- Odio implacabile (Crossfire), regia di Edward Dmytryk (1947)
- Il vagabondo della città morta (Relentless), regia di George Sherman (1948)
- Governante rubacuori (Sitting Pretty), regia di Walter Lang (1948)
- Diana vuole la libertà (Adventure in Baltimore), regia di Richard Wallace (1948)
- La saga dei Forsyte (That Forsyte Woman), regia di Compton Bennett (1949)
- Questo me lo sposo io (Bride for Sale), regia di William D. Russell (1949)
- E col bambino fanno tre (And Baby Makes Three), regia di Henry Levin (1949)
- La seconda moglie (The Second Woman), regia di James V. Kern (1950)
- Goodbye, My Fancy, regia di Vincent Sherman (1951)
- La carica degli Apaches (The Half-Breed), regia di Stuart Gilmore (1952)
- Il segreto degli Incas (Secret of the Incas), regia di Jerry Hopper (1954)
- Notte di terrore (The Night Holds Terror) regia di Andrew L. Stone (1955)

### Televisione
- The Ford Television Theatre – serie TV, 1 episodio (1954)
- Papà ha ragione (Father Knows Best) – serie TV, 197 episodi (1954-1960)
- Climax! – serie TV, episodio 1x15 (1955)
- Window on Main Street – serie TV, 32 episodi (1961-1962)
- The Christophers – serie TV, 1 episodio (1964)
- Il dottor Kildare (Dr. Kildare) – serie TV, 1 episodio (1965)
- Polvere di stelle (Bob Hope Presents the Chrysler Theatre) – serie TV, 2 episodi (1965-1966)
- Reporter alla ribalta (The Name of the Game) – serie TV, 1 episodio (1968)
- Difesa a oltranza (Owen Marshall: Counselor at Law) – serie TV, 1 episodio (1974)
- Marcus Welby (Marcus Welby, M.D.) – serie TV, 172 episodi (1969-1976)
- Little Women – serie TV, 1 episodio (1978)

## Doppiatori italiani
- Giulio Panicali ne Il fallo di Madelon Claudet, Passaggio a Nord-Ovest, Il molto onorevole Mr. Pulham, Odio implacabile, Governante rubacuori, Diana vuole la libertà, La saga dei Forsyte, La seconda moglie, La carica degli apaches
- Augusto Marcacci in Trionfo d'amore, Fred il ribelle, Il vagabondo della città morta, Il segreto degli Incas
- Gualtiero De Angelis in Incontro a Parigi, Lo spettro di Canterville
- Gino Cervi ne La casa dei Rothschild
- Emilio Cigoli in Ossessione del passato
- Giuseppe Rinaldi in Bufera mortale
- Adolfo Geri ne La fortuna è bionda
- Marcello Tusco in Marcus Welby
- Gino La Monica in Argento vivo (ridoppiaggio)
- Roberto Chevalier in Nessuno mi crederà (ridoppiaggio)

## Premi e riconoscimenti
- Primetime Emmy Awards
  - 1957 - Migliore attore protagonista in una serie drammatica - Papà ha ragione
  - 1958 - Migliore attore protagonista in una serie drammatica - Papà ha ragione
  - 1970 - Migliore attore protagonista in una serie drammatica - Marcus Welby